# کاروانسرای خرگوشی
کاروانسرای خرگوشی  مربوط به دوره صفوی است و ۶۰ کیلومتر جاده ندوشن استان یزد به ورزنه استان اصفهان واقع شده و این اثر در تاریخ ۳ اسفند ۱۳۷۷ با شمارهٔ ثبت ۲۲۳۶ به‌عنوان یکی از آثار ملی ایران به ثبت رسیده است.